# ウィロースプリングス・レースウェイ
ウィロースプリングス・レースウェイ（英語: Willow Springs International Raceway）は、アメリカ合衆国・カリフォルニア州 ウィロースプリングスにあるサーキット。

## 概要
1953年11月オープンと歴史のあるサーキット。コースレイアウトは開設時から変更されていない。
敷地内には本コース以外にも複数のコースがあり、全体でウィロースプリングス・インターナショナル・モータースポーツパーク（英語: Willow Springs International Motorsports Park）を形成している。
1980年代まではCARTなどトップカテゴリーのレースが数多く行われた他、冬季でも温暖な気候を生かしてF1チームがシーズンオフのマシンテストを行うことも多かったが、1990年代以降大きなレースが開催されることは少なくなっている。現在は主にフォーミュラ・ドリフトの下位カテゴリーなどのドリフト走行イベントや、ヒストリックカーレース・各種走行会などに利用されている。

## コース
本コース
2.5マイルのロードコース。コーナー数は9個と少なく高速レイアウト。
The Streets of Willow Springs
1987年に開設された1.8マイルのロードコース。
Willow Springs Speedway
1/4マイルのオーバルコース。
Walt James Stadium
3/8マイルのダートオーバルコース。
Horse Thief Mile
1マイルのロードコース。
Willow Springs Kart Truck
0.6マイルのレーシングカートコース。
The Balcony
1/4マイルのドリフト走行・オートクロス用トラック。